# Georadar

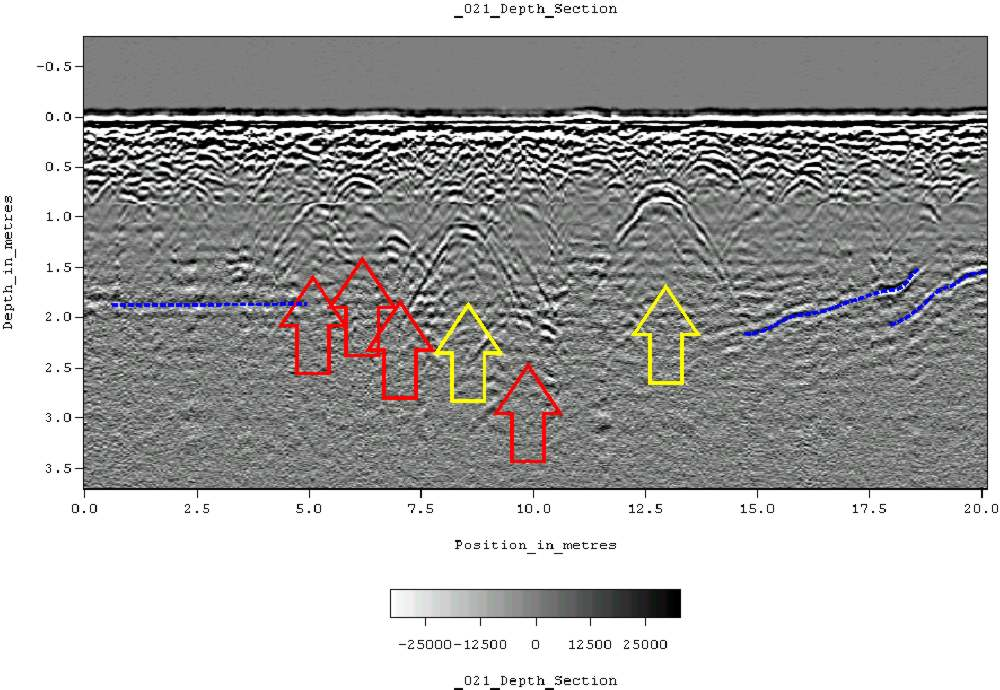
Gràfic d'un georadar de penetració de terra, fet en un cementiri històric d'Alabama, EUA

Un georadar, radar de penetració de terra, GPR o radar inferior es fa servir per a investigar o detectar objectes, estructures, etc., per sota del nivell del sòl. El GPR utilitza ones electromagnètiques i pot arribar a 5 km de profunditat. La primera aplicació s'hi va realitzar el 1929 a Àustria per determinar el gruix d'una glacera. La mateixa tecnologia va ser utilitzada, per exemple, a l'Àrtida per a determinar el gruix del glaç i poder avaluar així si un avió podia aterrar-hi al damunt. Un GPR també es fa servir per a investigar les propietats de les capes del sòl. En els darrers 70 anys, n'han augmentat considerablement les aplicacions, per exemple, en geofísica.

## Funcionament
És un mètode electromagnètic d'alta freqüència (de 50-1600 MHz), amb capacitat d'adquirir gran quantitat d'informació en un breu període. Aquest sistema genera imatges del subsòl utilitzant com a font transmissora una antena electromagnètica que emet un senyal a una freqüència fixa que pot penetrar sediments, roca, gel o altres tipus de materials naturals o artificials. Bàsicament, el que detecta el GPR són canvis en les propietats electromagnètiques dels materials del subsòl, ja que seran els paràmetres que defineixen aquestes propietats els que, juntament amb les característiques de l'ona emesa, determinaran la propagació de l'energia a través del medi. Els equips GPR disponibles actualment en el mercat es poden distingir en dues categories: equips de propòsit general i equips específics per a certes aplicacions. Els primers són els més versàtils i solen permetre la connexió d'antenes de diversos tipus i amb un rang de freqüències molt variat. Mentre que per als equips per a certes aplicacions no és necessari un maneig de gran experiència per a utilitzar-los, ja que no els calen gaires paràmetres de configuració.
Algunes aplicacions:
- En construcció i enginyeria en general.
- Auditories mediambientals i avaluació de llocs.
- Avaluació de llocs industrials en ús o abandonats.
- Estudis de prefactibilitat i correctius en àrees sensibles.
- Estudis geològics i arqueològics.

La penetració de l'ona electromagnètica dependrà de la freqüència de transmissió i de les propietats elèctriques del medi on es propaga, de manera que, amb antenes de baixes freqüències, s'aconsegueix una millor penetració que amb antenes d'alta freqüència, sacrificant la resolució lateral en el procés. De la mateixa manera, s'obté una bona penetració en materials poc conductors (sorres seques, granit, calcària...), ja que l'atenuació del senyal de radar en materials conductors, com en sorres argiloses, és molt més gran.
La resolució millora en incrementar-se la freqüència de transmissió del senyal del radar. Per això, és comú utilitzar diferents freqüències de transmissió en un mateix estudi. No obstant això, sempre hi haurà un compromís entre millorar-ne la resolució a costa de perdre poder de penetració. Per exemple, en condicions òptimes, les antenes de 1.200 a 500 MHz són capaces de penetrar entre 0,5 a 5 metres amb resolució de 0,5 a 5 cm, mentre que, en el mateix material, les antenes de 300 a 80 MHz arribarien a profunditats de 10 fins a 25 metres, però amb una resolució de 15 a 100 cm únicament.